# REGIIIIINA!!
REGIIIIINA!!（レジーナ）は、2012年（平成24年）から2016年（平成28年）まで活動した日本の女性アイドルグループ。芸能事務所「スリーライズ」所属の女性モデル・レースクイーンからなるユニットであった。

## 概要

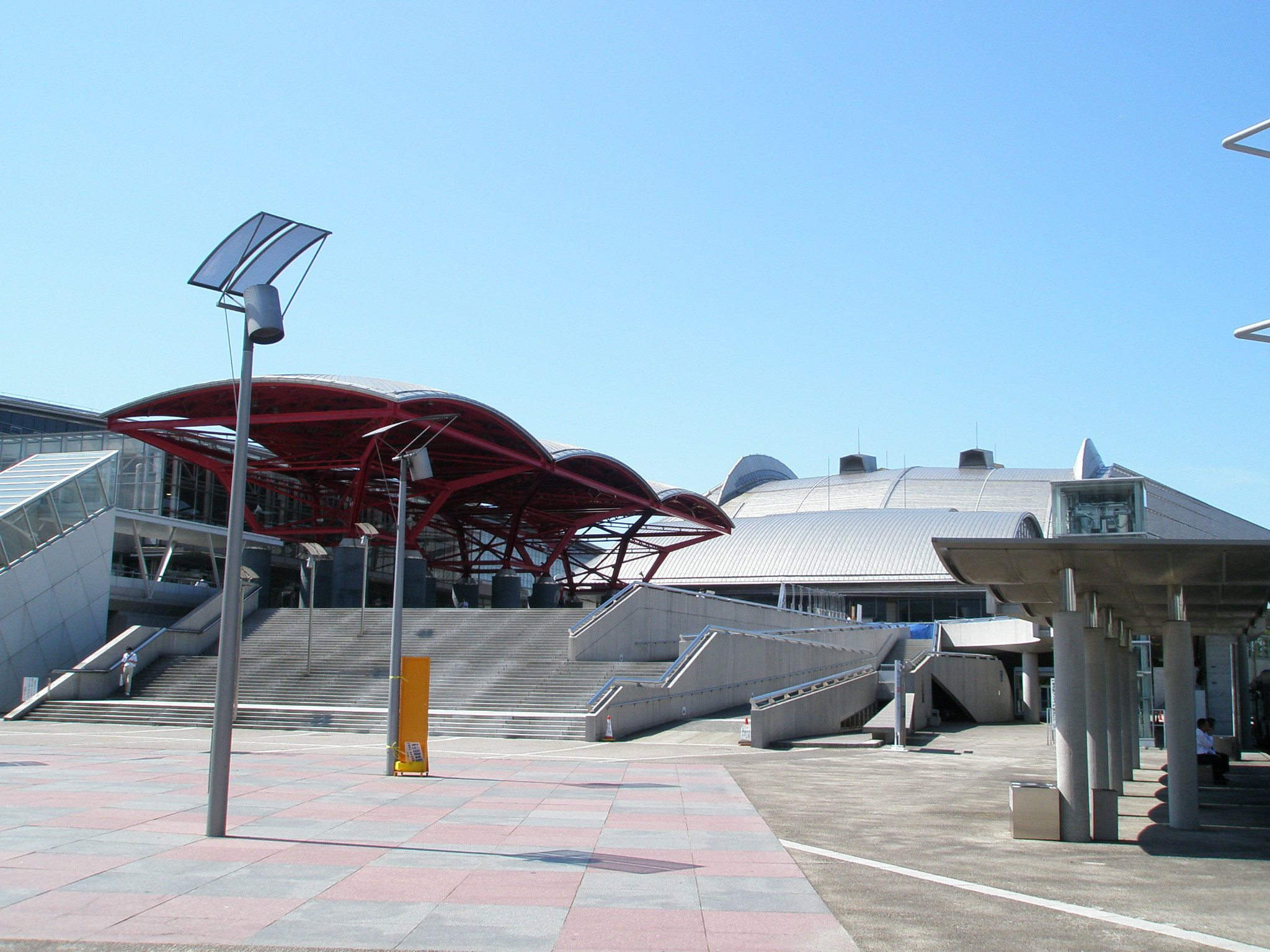
REGIIIIINA!!結成のきっかけとなった「CEATEC JAPAN」会場の幕張メッセ

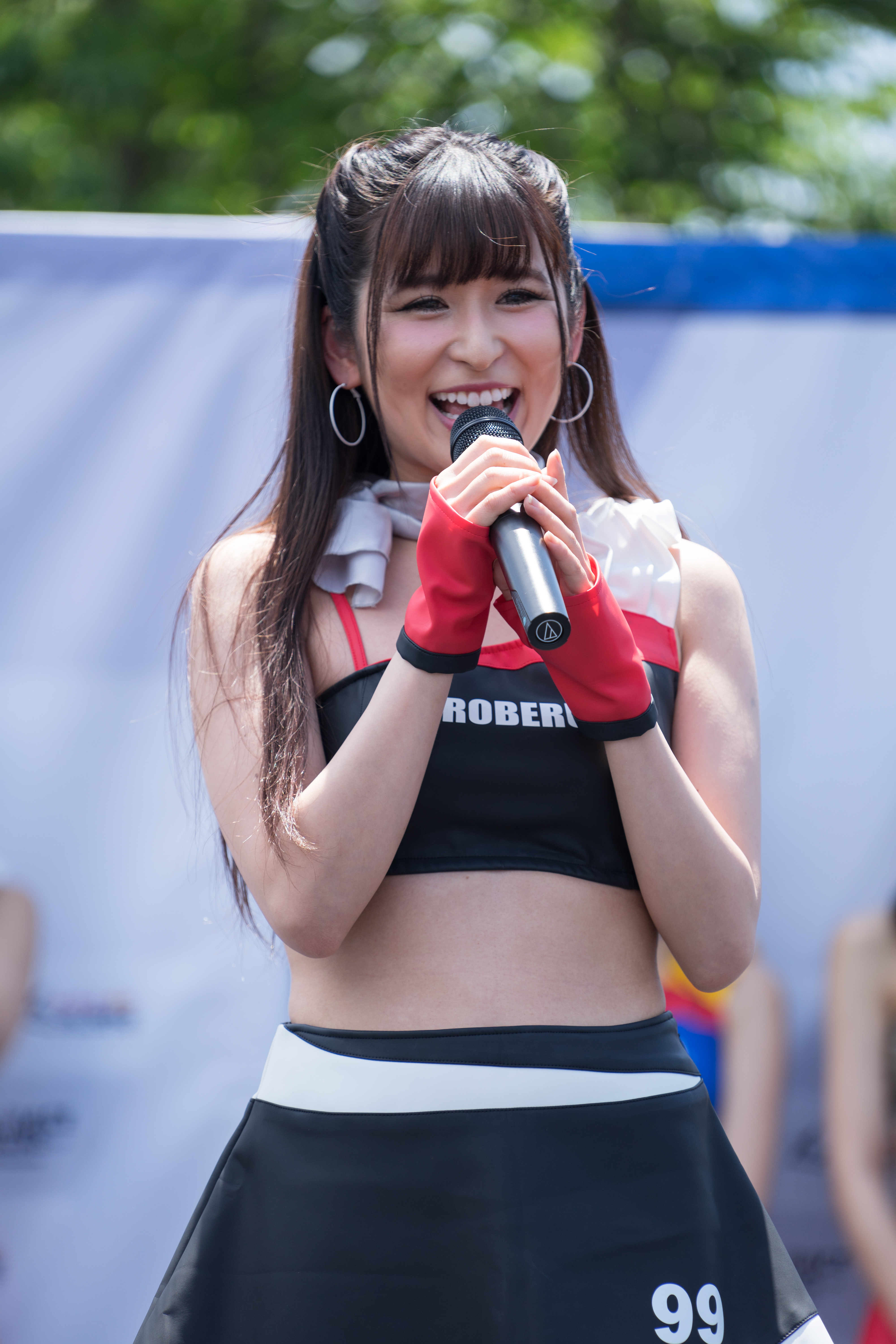
結成から解散まで唯一在籍した最年長メンバー・有馬綾香
（2017年レッドブル・エアレース・ワールドシリーズ 千葉にて）

2012年10月に行われた「CEATEC JAPAN 2012」（於：幕張メッセ）において、TEコネクティビティグループのPR活動の一環としてスリーライズ所属の立花サキ、有馬綾香、彩世めいの3人が選ばれ、同ブースのイメージコンパニオンユニットとして『REGINA』が結成されたのが始まりである。
しかし2013年2月に彩世めいが脱退。代わって立花かな（立花サキの実妹）、新庄千歳、桜木ゆいの3人が新加入し、同時にユニット名を『REGIIIIINA!!』（Iが4つ増加）に変更する。この表記は振付師のRYONRYON（野村涼子）と共に考えたもので、姓名判断で調べた末に決まったという。
以後もライブ活動を積極的に行う他、競艇番組で坂上忍と共演する等の活動をしていたが、2015年5月4日のライブを最後に立花サキと桜木ゆいが脱退。それ以降は有馬・かな・新庄の3人で活動を続けていたが、2016年6月5日、六本木LEX TOKYO（東京都港区）で行われたスリーライズ10周年記念イベントをもって解散の運びとなった。

## メンバー
| 名前 （よみ）                  | プロフィール                           | 在籍期間               | 備考                                                      |
| ------------------------------ | -------------------------------------- | ---------------------- | --------------------------------------------------------- |
| 有馬綾香 （ありま あやか）     | 1988年6月23日（37歳）、愛知県出身、B型 | 2012年10月 - 2016年6月 | 歴代メンバー最年長 結成から解散まで在籍した唯一のメンバー |
| 新庄千歳 （しんじょう ちとせ） | 1990年6月23日（35歳）、大阪府出身、O型 | 2013年3月 - 2016年6月  |                                                           |
| 立花かな （たちばな かな）     | 1990年9月12日（34歳）、宮城県出身、A型 | 2013年3月 - 2016年6月  | 歴代メンバー最年少 立花サキの実妹                         |

### 元メンバー
| 名前 （よみ）              | プロフィール                            | 在籍期間               | 備考                               |
| -------------------------- | --------------------------------------- | ---------------------- | ---------------------------------- |
| 立花サキ （たちばな さき） | 1988年11月10日（36歳）、宮城県出身、A型 | 2012年10月 - 2015年5月 |                                    |
| 彩世めい （あやせ めい）   | 1989年3月14日（36歳）、埼玉県出身、B型  | 2012年10月 - 2013年2月 | 歴代メンバーで唯一の関東地方出身者 |
| 桜木ゆい （さくらぎ ゆい） | 1990年6月7日（35歳）、中華民国出身、O型 | 2013年3月 - 2015年5月  |                                    |

## 歴史

### 2012年
- 10月2日 - 10月6日：「CEATEC JAPAN 2012」にて「REGINA」として初お披露目[1]。TEコネクティビティの公式応援ソング『Join!』を披露[2]。
- 10月7日：この日スタートしたBS-TBSの情報番組『サキドリ!』でREGINAが紹介され、3人のコメントとPVがオンエアされる[9]。
- 10月8日：秋葉原神ICEにて「第一回REGINA CD発売記念イベント」開催[10]。
- 10月14日：大阪JEWEL撮影会主催による「REGINA 撮影会&LIVEイベント」（於：studio JEWEL）開催。終了時には前田真麻がサプライズで駆け付けたという[11]。
- 11月7日：当時事務所の先輩であった美波千夏がレギュラー出演していた、レインボータウンエフエム放送の番組『KIBA BREEZE!!』にゲスト出演[12]。
- 11月11日：ステラガールズ運営の番組『特盛ステラ丼☆』にゲスト出演[13]。
- 12月9日：新橋ジールシアターで行われたイベント「START STAR」にゲスト出演[14]。

### 2013年
- 1月11日 - 1月13日：東京オートサロン2013にてライブ出演。『Join!』と『夢を信じて』を歌唱[15]。
- 2月25日：彩世めいが家庭の事情でREGINAからの卒業を発表[3]。これに伴い立花かな、新庄千歳、桜木ゆいの3人が加わり、ユニット名が「REGIIIIINA!!」に変更される[4]。
- 3月3日：渋谷VUENOSで行われた「HINA祭り」で「REGIIIIINA!!」としてライブ初出演[16]。
- 3月9日：秋葉原アソビットシティで「REGIIIIINA!!」として初のインストアライブを行う[17]。
- 5月1日：REGIIIIINA!!として初のシングル『Catch Your Feeling／スローモーション』発売。
- 11月24日：RFラジオ日本「カンムリラジオフェス#001」、Club INSPIRE3周年SPECIALに出演。但し有馬綾香と桜木ゆいは欠席だった[18]。
- 12月8日：BAY SIDE YOKOHAMAで行われたイベント「横濱大革命」に出演したが、有馬綾香は東京モーターショー出演のため欠席だった[19]。

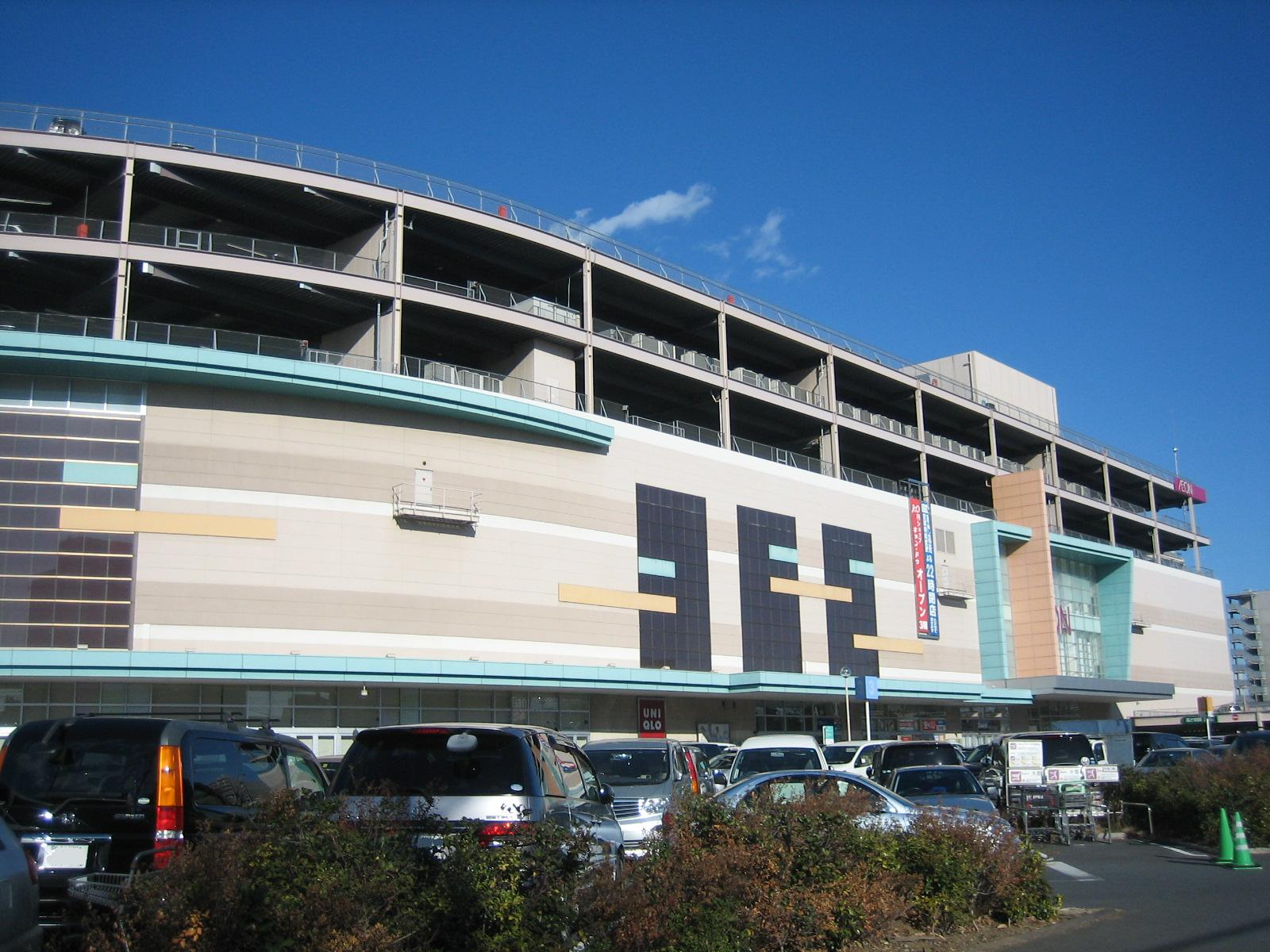
イオンモール北戸田（埼玉県戸田市）

- 12月14日：イオンモール北戸田にてインストアイベント開催[20]。
- 12月21日：恵比寿THE FACTORYで行われた「NEW GATE COLLECTION 2013」に出演[21]。
- 12月25日：シングル『Tears』発売[22]。

### 2014年

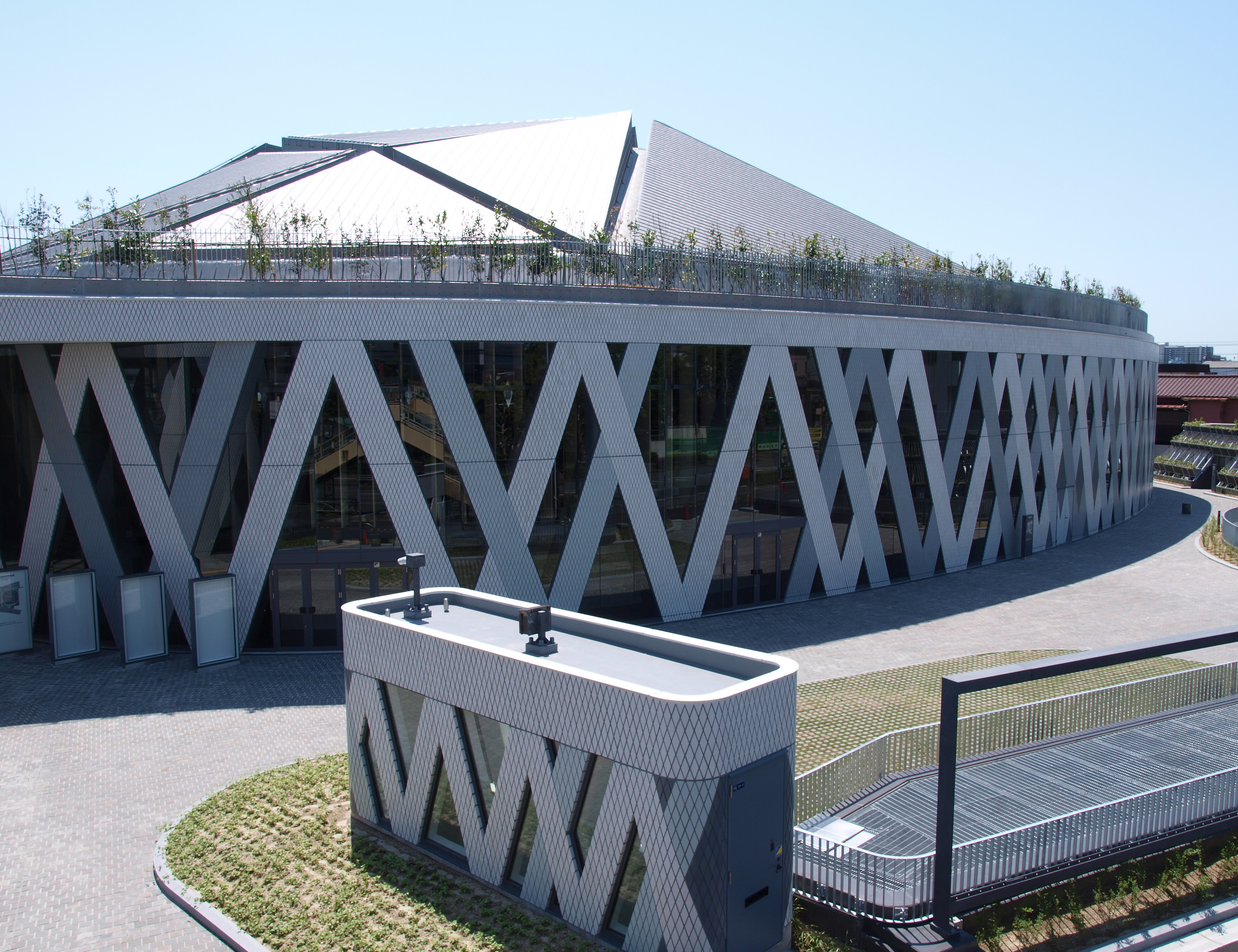
REGIIIIINA!!がラウンドガールを務めた「VTJ」（4th、6th）の会場となった大田区総合体育館（東京都大田区）

- 1月10日 - 1月12日：東京オートサロン2014のアップガレージブースでライブを行う[23]。
- 1月26日：大阪CLUB DROPにて単独ライブを開催[24]。
- 2月9日：渋谷REXで行われた「Love Mark Festival Vol.99」に出演したが、新庄千歳は体調不良で欠席だった[25]。
- 2月23日：大田区総合体育館で行われた「VTJ（VALE TUDO JAPAN）4th」のラウンドガールを務める[26]。
- 3月1日：名古屋オートトレンドで行われた「NAGOYA IDOL STYLE」に出演[27]。
- 4月23日：「自由民主党柏市支部様定期総会懇親会」に有馬、立花サキ、新庄、桜木が出席しパフォーマンスを行う[28]。
- 5月1日：青山Future Sevenにて「REGIIIIINA!! First Anniversary LIVE」開催[29]。
- 5月11日：筑波サーキットにて行われた「TASTE OF TSUKUBA」に出演[30]。
- 6月10日：渋谷DESEOで行われた「Love Mark Festival Vol.138」に出演。
- 8月6日：第18回Yプロジェクトプロデュース公演「八月の協奏〜夏の想いで〜」（於：渋谷区文化総合センター大和田）に出演[31]。
- 9月6日：千葉県柏市で行われた「第6回ふるさと田中みこし祭り」に出演[32]。
- 9月13日：西麻布BRAND TOKYOで行われた「第1回新宿街コン×どぶろっく」に出演。前日に誕生日を迎えた立花かなが「DJ KANA」としてDJプレイを行う[33]。
- 10月4日：大田区総合体育館で行われた「VTJ 6th」に立花サキ、有馬、桜木がラウンドガールとして出演[34]。
- 10月13日：タイ王国のクラブ「シャーベット」で海外初ライブ[35]。
- 11月：日本レジャーチャンネル『坂上忍 presents ボートレースのじかん』レギュラー出演開始。
- 12月24日：東京都港区の「J-SQUARE」にて「REGIIIIINA!! クリスマスライブ♡」開催[36]。

### 2015年
- 1月10日 - 1月11日：東京オートサロン2015のアップガレージブースにてライブ開催[37]。ドリフトエンジェルスのオリジナル曲「I'm your Angel」も歌唱した[38]。
- 1月28日 - 2月1日：2度目のタイ遠征。クラブ「SHE」と「シャーベット」でライブ開催[39]。
- 2月7日：千葉県長生村の「スパ&リゾート九十九里 太陽の里」でライブを行う[38]。
- 2月22日：六本木morph-tokyoで行われた「Club INSPIRE VJ Gou Presents Event」に出演[40]。
- 4月4日：立花サキと桜木ゆいが事務所との契約満了に伴いREGIIIIINA!!を卒業することを発表[6][7]。
- 5月4日：西麻布BERG TOKYOで、「REGIIIIINA!! Graduation Live“トビラ”」[41]を開催。同日立花サキと桜木ゆい卒業。
- 7月8日 - 7月10日：幕張メッセで行われた「第2回ライブ&イベント産業展」のインターコスモスブースに出演[42]
- 7月13日 - 7月15日：東京ビッグサイトで行われた「第7回販促EXPO」のインターコスモスブースに出演[42]。
- 7月23日：代アニライブステーション「アイドルリーグVol.015」に出演[43]。
- 7月26日：上野水上野外音楽堂で行われた「下町ミュージックフェスト」に出演。このイベントには立花サキも観覧していたという[44]。
- 7月31日：渋谷CYCLONEで行われた「MLE Music Track #02 510」に出演[44]。

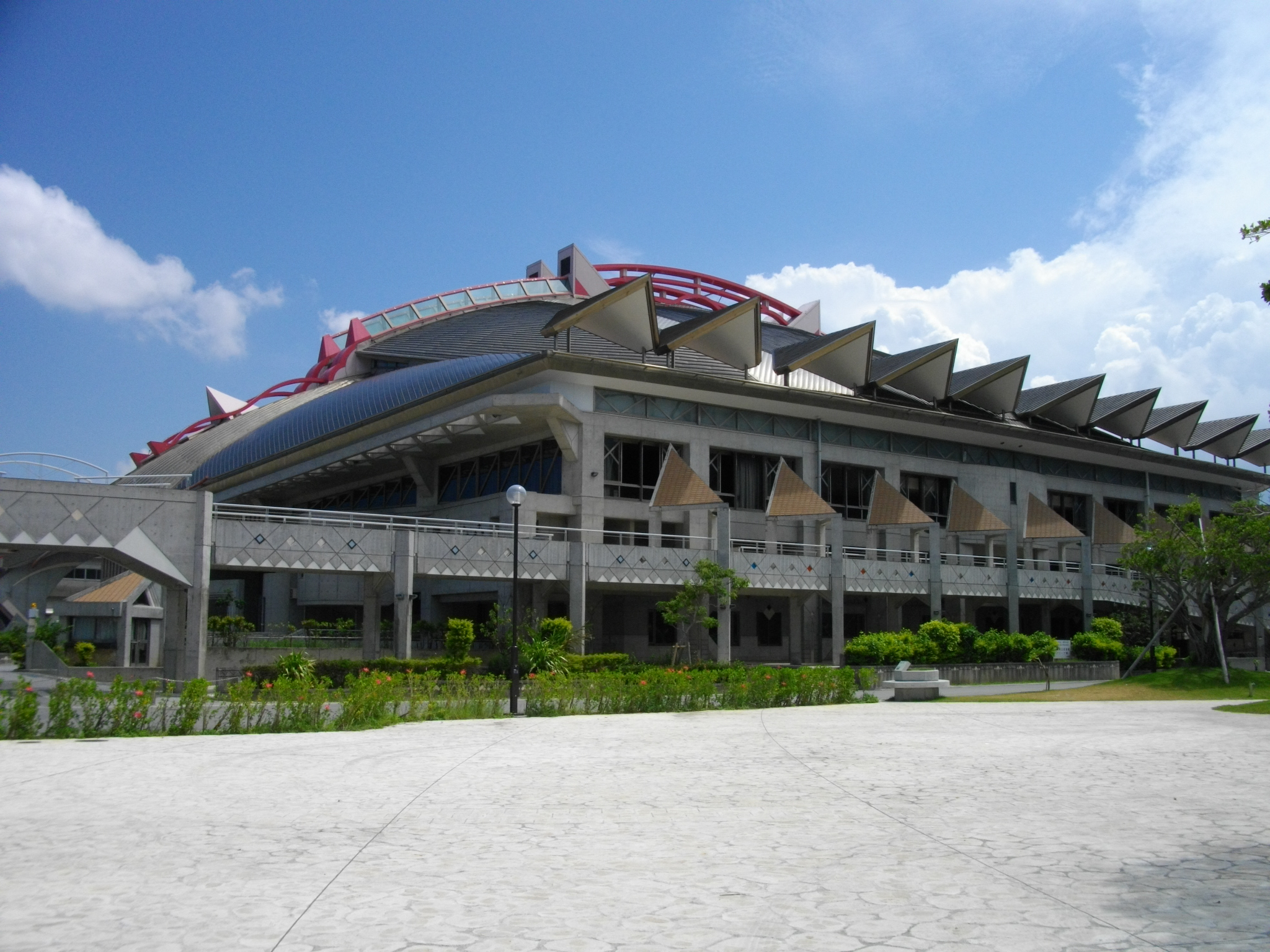
2015年10月にVTJの大会が行われた沖縄県立武道館（沖縄県那覇市）

- 10月1日 - 10月3日：アメスタプレミアム生放送の企画により実現したオリジナル曲「トビラ」のPV撮影を沖縄で行う[45]。同月3日と4日、沖縄県立武道館で開催された「VTJ Okinawa」にラウンドガールとして出演[46]。
- 12月24日：DVD『トビラ』発売。

### 2016年
- 1月6日：ビッグファン平和島で行われた「すまいるエフエム 月刊アイドルフェスティバル2016 vol.1」に出演[47]。
- 1月24日：六本木morph-tokyoの「Club INSPIRE VJ Gou Presents Event」に2度目の出演[47]。
- 2月26日：「REGIIIIINA!! Newtype撮影会in名古屋」開催。翌27日には名古屋オートトレンドにも出演した[48]。
- 5月22日：各メンバーのブログにて、同年6月5日をもってREGIIIIINA!!を解散することを発表[49][50][51]。
- 6月5日：六本木LEX TOKYOで行われた「スリーライズ10th ANNIVERSARY PARTY」でラストライブ。立花サキや桜木ゆいも駆けつけ、結成以来3年8ヵ月に及ぶ活動にピリオドを打った[5][52][53]。

## 作品

### CD
| タイトル           | 発売年月日     | 収録曲 | 備考 |
| ------------------ | -------------- | --- | --- |
| Join!              | 2012年10月     | 1:Join! 2:夢を信じて（徳永英明のカヴァー） DVD-1:Join!（Music Clip BLACK ver.） DVD-2:Join!（Music Clip メイキング） | 「REGINA」名義 |
| Catch Your Feeling | 2013年5月1日   | 1:Catch Your Feeling 2:スローモーション（中森明菜のカヴァー） DVD-1：Catch Your Feeling（Music Video） DVD-2：Catch Your Feeling（Making Video） | 「Catch Your Feeling」 ABC・テレビ朝日系列『砂羽と可奈子があの街の美味しいギャップ大発見!だけど食堂』エンディングテーマ曲 |
| Tears              | 2013年12月25日 | Type-A：Tears／Join!（2013 New Version）／夢を信じて（2013 New Version） CD-EXTRA：Tears（Spot Beauty Ver.） Type-B：Tears／Join!（2013 New Version）／Tears in Blue Type-C：Tears／Join!（2013 New Version）／REGIIIIINA!! Special Non Stop Mix Type-D：Tears／Join!（2013 New Version）／夢を信じて（2013 New Version） DVD：Tears（Music Clip）／Making of Tears Music Clip／Tears（Spot Dance Ver.） | |

### DVD
- トビラ（2015年12月24日発売）

1. トビラ（Music Clip）
2. Doocument of Music Clip Shooting
3. Interview on Ayaka
4. Interview on Kana
5. Interview on Chitose

## 出演
※メンバー単独での出演は個人の項を参照。

### テレビ番組
- 坂上忍 presents ボートレースのじかん（日本レジャーチャンネル制作、BSスカパー!）2014年11月 - 2016年6月まで出演[54]

### ラジオ番組
- カンムリラジオ（RFラジオ日本）2013年4月 - 6月まで第3金曜日に出演。